# Ђоко Мазалић
Ђорђо Ђоко Мазалић (Костајница, 5. мај 1888 — Сарајево, 28. фебруар 1975) био је српски сликар, један од зачетника импресионизма на просторима Босне и Херцеговине и мајстор пејзажа и портета.

## Живот и стваралаштво

### Дјетињство, школовање и рат
Иако му је породично презиме било Мазалица, касније га је промијенио у Мазалић. Основну школу завршио је у Приједору 1898, а након тога одлази у Дубровник гдје је кренуо у гимназију, а затим поново преселио у Сарајево гдје је уписао Велику гимназију у којој је 1909. и матурирао. Веома рано, још у основној школи је показао склоност ка сликарству. Први учитељ сликарске умјетности био му је Фернинанд Велц, познати чешки сликар, који му је био наставник у Сарајевској гимназији. Након завршетка средње школе, и стеченог основног знања о сликарској умјетности, одлази у Беч, како би обишао локалне музеје и галерије. Брзо је напредовао у савладавању сликарске вештине, па је већ наредне 1912. године у оквиру Друштва "Медулић" излагао на 4. југословенској изложби у Београду, те на заједничкој изложби са Јованом Бијелићем и Петром Тијешићем у Сарајеву.
Исте године, након успјешних почетних изложби одлази у Будимпешту, гдје уписује Високу школу ликовних умјетности, а 1914. године завршава други семестар друге године. Иако веома надарен сликар, и добар студент, није могао наставити даље школовање, јер је га је у томе омео Први свјетски рат, када је 1914. године прво интерниран у Арад, а затим упућен и на разна ратишта. За вријеме рата био је поручник у Аустроугарској војсци. Најдуже се задржао на италијанском ратишту, гдје је цртао и сликао кад год би му се указала прилика за то. Иако је на италијанском ратишту дочекао сам крај рата, током 1917. године допуштен му је долазак у Сарајево, ради учествовања на изложби уметника из Босне и Херцеговине у организацији Земаљске владе.

### Професионална каријера
Након завршетка Првог свјетског рата, вратио се у Сарајево, гдје се укључио у рад Друштва умјетника Краљевине Срба, Хрвата и Словенаца. У Загребу је био члан секције Савеза југословенских умјетника "Лада", гдје је у периоду од 1919. до 1922. имао четири самосталне изложбе. Након женидбе са Маријом Фишер, дефинитивно се вратио у Сарајево, гдје је провео скоро све године свога даљег живота. Вршио је дужност учитеља вјештина, прво у Другој мушкој гимназији, а затим до краја Другог свјетског рата у женској гимназији. Одлуком Министарства просвјете одобрено му је одсуство без права на принадлежности у периоду од 1. октобра 1927. до 30. децембра 1928. Годину дана проведених у Београду, у кући своје сестре, балерине Олге Торес Грбић, сликао је и припремао испит за учитеља цртања у средњим школама, који је положио 1928. године. Судјеловао је у раду група Четворица у периоду од 1929. до 1930. и Круг, од 1935. до 1937. 1930. године, са групом сликара, понио је заслуге за оснивање Галерије слика при Земаљском музеју у Сарајеву, којом је руководио до 1943. Атеље који је имао у Београду изгорио је са свим сликама за вријеме бомбардовања. После Другог светског рата био је професор гимназије у Травнику, до 1953. године, а потом је радио у Заводу за заштиту споменика културе, где је пензионисан као виши научни сарадник. Умро је 1975. године у Сарајеву.

### Сликарски радови
Ђоко Мазалић је спадао у ону групу умјетника, која је током свог живота мијењала стилове сликања, па се у његовом сликарском раду могу се разликовати четири фазе. У првој фази, која је трајала од 1913. када је урадио слику "Брање" до 1922. и слике "Путници" је сликао пејзаже и жанр-призоре под утицајем академизма, симболизма, сецесије, пленеризма и елемената експресионизма . У другој фази, која је трајала од 1925. до 1930. године сликао је портрете, композиције, актове и пејзаже у духу магичног реализма. Око 1930. усредсређује се на боју и омекшава форму, када почиње трећа фаза, која би се могла назвати фазом поетског реализма. У овој фази се уочавају два типа пејзажа: један чвршћих облика, планински пејзаж Босне, и други, треперав, равничарски пејзаж Посавине. У четвртој, посљератној фази, углавном црта пејзаже, који начином сликања подсјећају на импресионизам, експресионизам и апстракцију.
Између два свјетска рата писао је ликовне критике, бавио се рестаурирањем и конзервисањем слика и умјетничких предмета, писао чланке и студије о иконама, о технологији старих иконописаца и о старим босанским градовима. Добитник је 27-јулске награде Босне и Херцеговине, коју је за књигу "Сликарска умјетност у Босни и Херцеговини у турско доба", добио 1966. године. Поред ове књиге, 1967. године написао је и "Лексикон умјетника сликара, вајара, градитеља, златара, калиграфа и других који су радили у Босни и Херцеговини". Његова дјела се налазе у Уметничкој галерији БиХ, Музеју града Сарајева, Етнографском музеју у Београду и другим мјестима.

### Слике
Прва фаза:
- Брање, 1913;
- Копачи, 1918;
- Месечина, 1919;
- Овнови, 1919;
- Коцкари, 1920;
- Осуђени, око 1920;
- Предео с бијелом кућом, око 1920;
- Продавач ћилима, са аутопортретом у присутној личности у жирадо шеширу,
- 1921;
- Рано пролеће, око 1921;
- Путници, 1922.

Друга фаза:
- Бијег у Египат, 1926;
- Херојски крај, 1927;
- Аутопортрет са псом, 1927.

Трећа фаза:
- Село у Босни, око 1931;
- Мотив са старим градом, око 1931;
- На стијени, 1932—33;
- Сутон, око 1933;
- Портрет супруге, око 1937.

Четврта фаза:
- Разговор с цвијећем, 1965.